# Zonitoschema rhobompana
Zonitoschema rhobompana es una especie de coleóptero de la familia Meloidae.

## Distribución geográfica
Habita en Sierra Leona.